# Бабанский, Василий Васильевич
Василий Васильевич Бабанский (укр. Бабанський Василь Васильович; род. 11 марта 1940, Краснодон, Луганская область, Украина) — советский и украинский журналист, публицист и поэт. Член НСЖУ (1970), заслуженный журналист Украины (1997).

## Биография
Окончил Уральский госуниверситет им. Горького (1967) и Академию общественных наук в Москве (1982). В 1967-75 гг. завотделом газеты «Социалистический Донбасс», а в 1975-80 гг. — «Правда Украины». В 1982-86 гг. заместитель главреда газеты «Вечірній Київ». В 1986-91 гг. ответсекретарь агентства Укринформ. В 1991—2001 гг. гендиректор-учредитель и главред газеты «Деловая Украина». С 2001 года глава издательского дома «Ділова Україна».
Сотрудничал с днепропетровским журналом «Крила».
Живёт в Киеве. Член-корреспондент Украинской академии наук, член Всеукраинской ассоциации пенсионеров.
Автор сборника стихов «Аисты спят в полёте» (издательство Европейского университета, 2009).
Автор книги «Записки газетного поденщика».
Автор песен, в частности «Постеліть мені, мамо, під вишнями», «Дзвонять дзвони в дорогу», «Романс о Денисе Давыдове».
Поэма Бабанского о Владимире Высоцком опубликована в газете «Литературная Россия».
Пишет на двух языках, по собственным словам, песни у него лучше получаются на украинском, а стихи — на русском.
Удостоен двух орденов Трудового Красного Знамени, орденов «Знак Почета» и «За заслуги» III степени (2000), многих медалей.